# 폴리암불란차역
폴리암불란차 (Poliambulanza) 역은 이탈리아 북부 브레시아의 브레시아 지하철에 속한 역이다. 역 이름은 근처의 '폴리암불란차 재단 병원 연구소' (Fondazione Poliambulanza Istituto Ospedaliero)에서 이름을 따왔다.
지하철 개통 이후 도시 남부와 연결되는 도로가 새로 개통되면서 폴리암불란차 역은 브레시아 순환도로, 아우토스트라다 A4, 아우토스트라다 A21로 쉽게 접근이 가능하게 되었다. 또 기존의 병원 주차장과 더불어 최대 360대까지 수용이 가능한 주차장이 새롭게 지어졌다.

## 시설
이 역에는 다음과 같은 시설이 있다.
- 매표기

## 환승
- 버스 정류장